# Croton sublucidus
Espèce
Croton sublucidus est une espèce de plantes à fleurs du genre Croton et de la famille des Euphorbiaceae, présente en République dominicaine.
Il a pour synonyme :
- Oxydectes sublucida, (Müll.Arg.) Kuntze